# 鮑氏蛇鰻
鮑氏蛇鰻，為輻鰭魚綱鰻鱺目糯鰻亞目蛇鰻科的其中一種，分布於印度西太平洋區，從南非德班至印尼海域，棲息深度可達20公尺，本魚體細長，體色淡褐色並具有鑲白邊的黑色鞍狀斑，頭部及吻部具有金黃色的斑塊及斑點，背鰭及臀鰭邊緣有不規則的斑點，體長可達75公分，棲息在沙底質的潟湖及臨海礁石區，屬肉食性，會將身體埋藏在沙中或洞穴。

## 擴展閱讀
維基物種上的相關：鮑氏蛇鰻